# Вишнёвка (Станьковский сельсовет)
Вишнёвка (бел. Вішнёўка) — деревня в составе Станьковского сельсовета Дзержинского района Минской области Беларуси. Деревня расположена в 11 километрах от Дзержинска, 30 километрах от Минска и 13 километрах от железнодорожной станции Фаниполь.

## Название
Название Вишнёвка и производные от него Виша, Вишня, Вишенка, Вишнёво, Вишневец, Вишнёвая, Вишня, Вишов происходит от исходного слова вишня (типичное для белорусской деревни дерево). Многие из этих названий появились после 1964 года, связи с переименованием.

## История
С 9 марта 1918 года в составе провозглашённой Белорусской Народной Республики, однако фактически находилась под контролем германской военной администрации. С 1 января 1919 года в составе Советской Социалистической Республики Белоруссия, а с 27 февраля того же года в составе Литовско-Белорусской ССР, летом 1919 года деревня была занята польскими войсками, после подписания рижского мира — в составе Белорусской ССР.
С 20 августа 1924 года — деревня в Станьковском сельсовете Койдановского района Минского округа. С 29 июня 1932 года в Дзержинском районе, с 31 июля 1937 года — в Минском, с 4 февраля 1939 года вновь в Дзержинском районе, с 20 февраля 1938 года — в Минской области. В годы коллективизации организован колхоз. 
В Великую Отечественную войну с 28 июня 1941 года до 7 июля 1944 года под немецко-фашистской оккупацией. Во время войны на фронте погибли 6 жителей деревни. В 1960 году — 71 житель, в 1991 году — 12 дворов, 25 жителей; входила в колхоз имени Ленина.

## Население
| Численность населения (по годам) | Численность населения (по годам) | Численность населения (по годам) | Численность населения (по годам) | Численность населения (по годам) | Численность населения (по годам) | Численность населения (по годам) | Численность населения (по годам) |
| 1960                             | 1991                             | 1999                             | 2004                             | 2010                             | 2017                             | 2018                             | 2020                             |
| -------------------------------- | -------------------------------- | -------------------------------- | -------------------------------- | -------------------------------- | -------------------------------- | -------------------------------- | -------------------------------- |
| 71                               | ↘25                              | ↘7                               | ↘3                               | →3                               | ↗4                               | ↘3                               | ↗5                               |